# Tubérculo (anatomia)

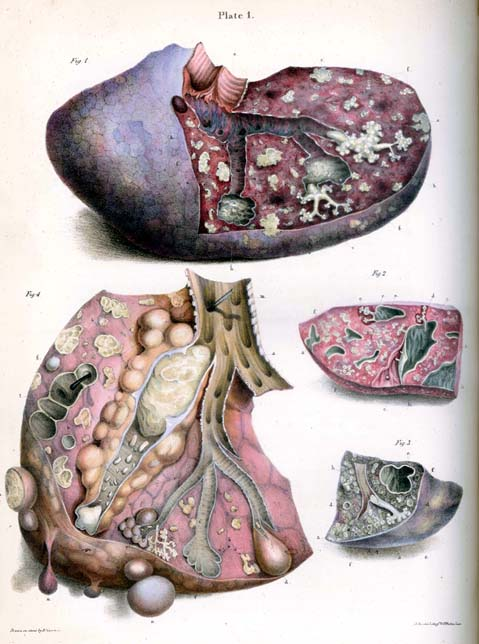
Ilustração do tubérculo de Carswells, 1838

Em anatomia, tubérculo é um nódulo arredondado, uma eminência pequena ou uma elevação encontrada em ossos, na pele e dentros dos pulmões no caso do paciente apresentar tuberculose. 

## Exemplos
- Tubérculo jugular: crânio
- Tubérculo faríngeo: crânio
- Tubérculos lateral e medial: joelho
- Tubérculo maior do úmero: braço
- Tubérculo mentual: mandíbula